# Сазос
Сазо́с (фр. Sazos, окс. Sasòs) — коммуна во Франции, находится в регионе Юг — Пиренеи. Департамент — Верхние Пиренеи. Входит в состав кантона Люс-Сен-Совёр. Округ коммуны — Аржелес-Газост.
Код INSEE коммуны — 65413.

## География

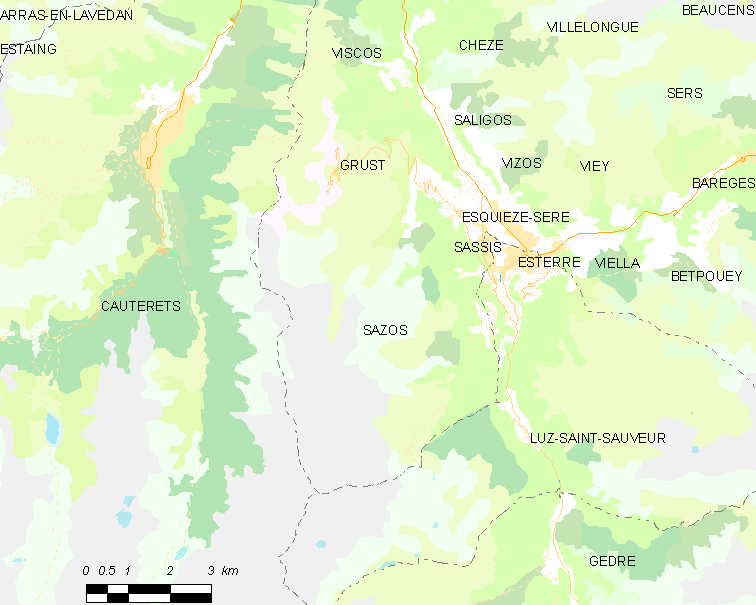
Карта коммуны

Коммуна расположена приблизительно в 690 км к югу от Парижа, в 145 км юго-западнее Тулузы, в 40 км к югу от Тарба.

## Климат
Климат умеренно-океанический с солнечной тёплой погодой и обильными осадками на протяжении практически всего года.

## Население
Население коммуны на 2010 год составляло 119 человек.
| 1962 | 1968 | 1975 | 1982 | 1990 | 1999 | 2010 |
| ---- | ---- | ---- | ---- | ---- | ---- | ---- |
| 218  | 204  | 159  | 147  | 141  | 128  | 119  |

## Администрация
| Период | Период | Фамилия           | Партия                   | Примечания |
| ------ | ------ | ----------------- | ------------------------ | ---------- |
| 1995   | 2020   | Даниэль Бордероль | Радикальная левая партия |            |

## Экономика
В 2010 году среди 79 человек трудоспособного возраста (15-64 лет) 56 были экономически активными, 23 — неактивными (показатель активности — 70,9 %, в 1999 году было 72,7 %). Из 56 активных жителей работали 54 человека (32 мужчины и 22 женщины), безработных было 2 (1 мужчина и 1 женщина). Среди 23 неактивных 3 человека были учениками или студентами, 11 — пенсионерами, 9 были неактивными по другим причинам.

## Достопримечательности
- Церковь Св. Иулиана (XII век)